# Braunschweiger Stadtlexikon
Das Braunschweiger Stadtlexikon ist ein zweibändiges Lexikon, das neben Einträgen zu Geschichte, Wirtschaft, Gesellschaft, Topografie, Kultur, Bildung und Wissenschaft auch Biographien von Personen enthält, die die Entwicklung der Stadt Braunschweig oder „des Braunschweigischen“, das heißt, das Herzogtum Braunschweig-Lüneburg (mit seinen Teilfürstentümern), Herzogtum Braunschweig, Freistaat Braunschweig oder das Braunschweiger Land nachhaltig beeinflusst haben oder in sonst einer Weise damit verbunden sind. Beide Bände decken gemeinsam mit ihren rund 1500 Stichwörtern einen Zeitraum von weit über 1000 Jahren ab.

## Inhalt
Der erste Band Braunschweiger Stadtlexikon erschien 1992 „im Auftrag der Stadt Braunschweig“ im Verlag Joh. Heinr. Meyer. Herausgeber waren Luitgard Camerer, damalige Leiterin der Stadtbibliothek Braunschweig, Manfred Garzmann, damaliger Direktor des Stadtarchivs Braunschweig sowie Wolf-Dieter Schuegraf, der damalige Direktor der Städtischen Bibliotheken Braunschweig. „Besonderer“ Mitarbeiter war Norman-Mathias Pingel. Auf 262 Seiten werden mehr als 1000 Stichwörter abgehandelt. Der Band enthält darüber hinaus ein Verzeichnis der Autoren (insgesamt über 130 für beide Bände) sowie ein Abkürzungsverzeichnis.
Der zweite Band Braunschweiger Stadtlexikon – Ergänzungsband, erschien 1996 im selben Verlag und enthält auf 150 Seiten 450 weitere Stichwörter, die größtenteils auf die regen Rückmeldungen von Lesern des ersten Bandes zurückgehen. Herausgeber waren diesmal lediglich Garzmann und Schuegraf. Norman-Mathias Pingel war wiederum „wesentlicher“ Mitarbeiter.

## Ausgaben
- Luitgard Camerer, Manfred R. W. Garzmann, Wolf-Dieter Schuegraf, Norman-Mathias Pingel (Hrsg.): Braunschweiger Stadtlexikon. Joh. Heinr. Meyer Verlag, Braunschweig 1992, ISBN 3-926701-14-5.
- Manfred R. W. Garzmann, Wolf-Dieter Schuegraf, Norman-Mathias Pingel (Hrsg.): Braunschweiger Stadtlexikon – Ergänzungsband. Joh. Heinr. Meyer Verlag, Braunschweig 1996, ISBN 3-926701-30-7.

Beide Bände haben mehrere Neuauflagen erfahren.